# Spilosoma angolensis
Spilosoma angolensis är en fjärilsart som beskrevs av Max Bartel 1903. Spilosoma angolensis ingår i släktet Spilosoma och familjen björnspinnare. Inga underarter finns listade i Catalogue of Life.